# 蘿拉·哈德克
蘿拉·哈德克（英語：Laura Jane Haddock；1985年8月21日—） ，為英國女演員，她因出演《達文西闇黑英雄》、 《星際異攻隊》、《星際異攻隊2》以及《變形金剛5：最終騎士》電影系列而聞名。

## 生平
蘿拉出生於英國伦敦恩菲爾德区，在赫特福德郡哈彭登長大。蘿拉在17歲時離開學校並開始學習戲劇，並在倫敦藝術教育學院學習。

## 私人生活
蘿拉與男演員山姆·克拉弗林交往兩年後於2013年7月結婚，在2015年5月11日，電影《飢餓遊戲：自由幻夢 終結戰》於倫敦首映日時，兩人宣布準備迎接第一個小孩，2015年12月10日，蘿拉生了兒子皮普（Pip），2018年又生下女儿玛戈特（Margot）。2019年8月20日二人离婚。

## 外部連結
- 蘿拉·哈德克在互联网电影资料库（IMDb）上的資料（英文）
- 蘿拉·哈德克的X（前Twitter）
- 蘿拉·哈德克的Instagram帳戶